# Louversey

Louversey este o comună în departamentul Eure, Franța. În 1 ianuarie 2022 avea o populație de 506 de locuitori.